# Mashayekhatsi
Mashayekhatsi ist ein Inkhundla (Verwaltungseinheit) in der Region Shiselweni in Eswatini. Die Verwaltungseinheit wurde erst 2018 neu geschaffen.